# Liste des croix de chemin de la Loire-Atlantique
Cet article recense les croix de chemin en Loire-Atlantique, en France.

## Liste
| Croix                            | Commune                   | Adresse                                 | Coords.                            | Illus. |
| -------------------------------- | ------------------------- | --------------------------------------- | ---------------------------------- | ------ |
| Croix                            | Abbaretz                  | Rue de la Cité                          | 47° 33′ 16″ nord, 1° 32′ 22″ ouest |        |
| Croix                            | Aigrefeuille-sur-Maine    | Route de Château-Thébaud                | 47° 05′ 14″ nord, 1° 24′ 32″ ouest |        |
| Croix                            | Ancenis                   | Rue du Tertre                           | 47° 22′ 27″ nord, 1° 10′ 41″ ouest |        |
| Croix                            | Basse-Goulaine            | Rue Busson-Billault                     | 47° 12′ 52″ nord, 1° 27′ 59″ ouest |        |
| Croix des Douleurs               | Batz-sur-Mer              |                                         | 47° 16′ 43″ nord, 2° 28′ 48″ ouest |        |
| Croix                            | Belligné                  | Rue du Capitaine                        | 47° 28′ 09″ nord, 1° 01′ 25″ ouest |        |
| Croix                            | Belligné                  | La Chouannière                          | 47° 28′ 44″ nord, 1° 02′ 28″ ouest |        |
| Croix                            | Belligné                  | La Vesquerie                            | 47° 28′ 21″ nord, 0° 58′ 59″ ouest |        |
| Croix                            | Besné                     | Rue du Clos-de-Launain                  | 47° 23′ 49″ nord, 2° 05′ 18″ ouest |        |
| Croix                            | Blain                     | Route de la Frelaudais                  | 47° 28′ 23″ nord, 1° 44′ 58″ ouest |        |
| Croix                            | Blain                     |                                         | 47° 30′ 16″ nord, 1° 52′ 21″ ouest |        |
| Croix                            | Bouguenais                | Rue du Rolly                            | 47° 10′ 07″ nord, 1° 36′ 58″ ouest |        |
| Croix                            | Bourgneuf-en-Retz         | Route d'Arthon                          | 47° 02′ 40″ nord, 1° 56′ 56″ ouest |        |
| Croix                            | Bourgneuf-en-Retz         | Route des Puymains                      | 47° 02′ 51″ nord, 1° 57′ 52″ ouest |        |
| Calvaire de la Croix du Bignon   | Brains                    |                                         | 47° 10′ 34″ nord, 1° 44′ 05″ ouest |        |
| Croix Bouchère                   | Brains                    | Rue du Landas                           | 47° 09′ 09″ nord, 1° 42′ 58″ ouest |        |
| Croix                            | Brains                    | Rue de Bel-Air                          | 47° 10′ 10″ nord, 1° 43′ 13″ ouest |        |
| Croix                            | Carquefou                 | Impasse de l'Enfer                      | 47° 17′ 42″ nord, 1° 29′ 47″ ouest |        |
| Croix                            | Château-Thébaud           | Les Landes                              | 47° 05′ 45″ nord, 1° 26′ 52″ ouest |        |
| Croix                            | Chauvé                    | Rue des Fontaines                       | 47° 09′ 15″ nord, 1° 59′ 00″ ouest |        |
| Croix                            | Chauvé                    | La Vallée                               | 47° 10′ 51″ nord, 2° 01′ 30″ ouest |        |
| Croix                            | Cheix-en-Retz             | Chemin des Soupirs                      | 47° 10′ 54″ nord, 1° 47′ 36″ ouest |        |
| Croix                            | Cheix-en-Retz             | Rue de Malnoë                           | 47° 10′ 45″ nord, 1° 48′ 10″ ouest |        |
| Croix                            | Cheix-en-Retz             |                                         | 47° 11′ 18″ nord, 1° 49′ 26″ ouest |        |
| Croix Jean Normand               | Chéméré                   | La Taille aux Bouleaux                  | 47° 10′ 25″ nord, 1° 52′ 16″ ouest |        |
| Croix                            | Chéméré                   | Le Champ des Marais                     | 47° 07′ 04″ nord, 1° 52′ 37″ ouest |        |
| Croix                            | Clisson                   | Pont de la Vallée                       | 47° 05′ 13″ nord, 1° 16′ 47″ ouest |        |
| Croix                            | Clisson                   | Route de Saint-Hilaire                  | 47° 05′ 00″ nord, 1° 17′ 19″ ouest |        |
| Croix                            | Cordemais                 |                                         | 47° 18′ 11″ nord, 1° 47′ 29″ ouest |        |
| Croix                            | Cordemais                 |                                         | 47° 17′ 45″ nord, 1° 51′ 33″ ouest |        |
| Croix du Bignon                  | Couëron                   | Rue des Carterons                       | 47° 13′ 08″ nord, 1° 44′ 36″ ouest |        |
| Croix                            | Couëron                   | Rue Alexandre-Olivier                   | 47° 12′ 47″ nord, 1° 43′ 32″ ouest |        |
| Croix                            | Couëron                   | Rue Henri-Gautier                       | 47° 13′ 00″ nord, 1° 43′ 43″ ouest |        |
| Croix                            | Crossac                   | Rue de la Grée-Gazeau                   | 47° 24′ 46″ nord, 2° 08′ 51″ ouest |        |
| Croix                            | Crossac                   | Rue du Bas-Village                      | 47° 24′ 59″ nord, 2° 08′ 44″ ouest |        |
| Croix                            | Drefféac                  | Grande-Rue                              | 47° 28′ 31″ nord, 2° 03′ 26″ ouest |        |
| Croix                            | Erbray                    |                                         | 47° 39′ 56″ nord, 1° 21′ 10″ ouest |        |
| Croix du Grand Mérimont          | Fay-de-Bretagne           |                                         | 47° 21′ 59″ nord, 1° 47′ 31″ ouest |        |
| Croix                            | Fégréac                   |                                         | 47° 35′ 09″ nord, 2° 02′ 41″ ouest |        |
| Croix                            | Fresnay-en-Retz           | Rue de Retz                             | 47° 01′ 39″ nord, 1° 52′ 34″ ouest |        |
| Croix                            | Fresnay-en-Retz           | Rue des Cités                           | 47° 01′ 28″ nord, 1° 52′ 25″ ouest |        |
| Croix                            | Gétigné                   | La Bidaudière                           | 47° 03′ 44″ nord, 1° 11′ 29″ ouest |        |
| Croix                            | Gorges                    | Rue du Général-Audibert                 | 47° 06′ 04″ nord, 1° 18′ 18″ ouest |        |
| Croix Berche                     | Guérande                  |                                         |                                    |        |
| Croix de Bouzaire                | Guérande                  |                                         |                                    |        |
| Croix de Brézéan                 | Guérande                  |                                         |                                    |        |
| Croix                            | Guérande                  |                                         |                                    |        |
| Croix                            | Guérande                  |                                         |                                    |        |
| Croix                            | Guérande                  |                                         |                                    |        |
| Croix du Clos-Bertin             | Guérande                  |                                         |                                    |        |
| Croix du Clos-Joly               | Guérande                  |                                         |                                    |        |
| Croix de Cogéa                   | Guérande                  |                                         |                                    |        |
| Croix de Colveux                 | Guérande                  |                                         |                                    |        |
| Croix de Drézeux                 | Guérande                  |                                         |                                    |        |
| Croix de Figolas                 | Guérande                  |                                         |                                    |        |
| Croix de Folhaie                 | Guérande                  |                                         |                                    |        |
| Croix du Grand-Poissevin         | Guérande                  |                                         |                                    |        |
| Croix-Haute                      | Guérande                  |                                         |                                    |        |
| Croix-Joalland                   | Guérande                  |                                         |                                    |        |
| Croix de Kerbenet                | Guérande                  |                                         |                                    |        |
| Croix de Kerbézo                 | Guérande                  |                                         |                                    |        |
| Croix de Kergaigne               | Guérande                  |                                         |                                    |        |
| Croix de Kergonan                | Guérande                  |                                         |                                    |        |
| Croix de Kergourdin              | Guérande                  |                                         |                                    |        |
| Croix de Kerhalno                | Guérande                  |                                         |                                    |        |
| Croix de Kerhuet                 | Guérande                  |                                         |                                    |        |
| Croix de Kerjacob                | Guérande                  |                                         |                                    |        |
| Croix de Kersavary               | Guérande                  |                                         |                                    |        |
| Croix de Kervaret                | Guérande                  |                                         |                                    |        |
| Croix de Kervin                  | Guérande                  |                                         |                                    |        |
| Croix de Kervrenel               | Guérande                  |                                         |                                    |        |
| Croix de Léniphun                | Guérande                  |                                         |                                    |        |
| Croix de Léverac                 | Guérande                  |                                         |                                    |        |
| Croix de Maisonneuve-de-Gras     | Guérande                  |                                         |                                    |        |
| Croix de Maisons-Brûlées         | Guérande                  |                                         |                                    |        |
| Croix de Mébriant                | Guérande                  |                                         |                                    |        |
| Croix de Miroux                  | Guérande                  |                                         |                                    |        |
| Oratoire Notre-Dame-de-la-Brière | Guérande                  |                                         |                                    |        |
| Croix du Requer                  | Guérande                  |                                         | 47° 19′ 59″ nord, 2° 28′ 07″ ouest |        |
| Croix-Rouge                      | Guérande                  |                                         |                                    |        |
| Croix de Saint-Aubin             | Guérande                  |                                         |                                    |        |
| Croix de Sandun                  | Guérande                  |                                         |                                    |        |
| Croix de Sandun                  | Guérande                  |                                         |                                    |        |
| Croix de Savena                  | Guérande                  |                                         |                                    |        |
| Croix de Tesson                  | Guérande                  |                                         |                                    |        |
| Calvaire de Trémelu              | Guérande                  |                                         |                                    |        |
| Croix de Trévéro                 | Guérande                  |                                         |                                    |        |
| Croix de Vertenay                | Guérande                  |                                         |                                    |        |
| Croix de Villeneuve              | Guérande                  |                                         |                                    |        |
| Croix                            | Guérande                  |                                         |                                    |        |
| Croix                            | Guérande                  |                                         |                                    |        |
| Croix                            | Guérande                  |                                         |                                    |        |
| Croix                            | Guérande                  |                                         |                                    |        |
| Croix                            | Herbignac                 | Rue de Guérande                         | 47° 26′ 20″ nord, 2° 19′ 28″ ouest |        |
| Croix                            | Herbignac                 | Rue de l'Abeille                        | 47° 25′ 28″ nord, 2° 17′ 43″ ouest |        |
| Croix                            | Herbignac                 | Rue de Ranrouët                         | 47° 26′ 41″ nord, 2° 18′ 07″ ouest |        |
| Croix                            | Joué-sur-Erdre            | Rue des Vallons-d'Erdre                 | 47° 29′ 46″ nord, 1° 24′ 58″ ouest |        |
| Croix                            | La Chapelle-des-Marais    | Rue de la Saulzaie                      | 47° 26′ 54″ nord, 2° 14′ 23″ ouest |        |
| Le Sacré-Cœur                    | La Chapelle-Heulin        |                                         | 47° 10′ 10″ nord, 1° 20′ 30″ ouest |        |
| Croix de la Basse-Poëze          | La Chapelle-Heulin        | Rue des Jardins                         | 47° 11′ 06″ nord, 1° 19′ 59″ ouest |        |
| Croix                            | La Chapelle-Launay        | Rue des Tuileries                       | 47° 22′ 34″ nord, 1° 58′ 11″ ouest |        |
| Croix                            | La Chapelle-Saint-Sauveur | Route des Bruères                       | 47° 27′ 30″ nord, 0° 58′ 29″ ouest |        |
| Croix                            | La Chapelle-Saint-Sauveur | Rue de Belligné                         | 47° 26′ 37″ nord, 0° 59′ 20″ ouest |        |
| Croix                            | La Chapelle-Saint-Sauveur | Les Brosses                             | 47° 25′ 54″ nord, 0° 57′ 35″ ouest |        |
| Croix                            | La Chevrolière            | Rue de Fablou                           | 47° 06′ 17″ nord, 1° 34′ 40″ ouest |        |
| Croix                            | La Chevrolière            | Rue du Bignon                           | 47° 05′ 27″ nord, 1° 36′ 21″ ouest |        |
| Croix                            | La Chevrolière            | Rue du Stade                            | 47° 05′ 32″ nord, 1° 36′ 53″ ouest |        |
| Croix                            | La Plaine-sur-Mer         | Route de la Fertais                     | 47° 08′ 52″ nord, 2° 09′ 12″ ouest |        |
| Croix                            | La Plaine-sur-Mer         | Route de la Pree                        | 47° 08′ 20″ nord, 2° 11′ 41″ ouest |        |
| Croix                            | La Plaine-sur-Mer         | Rue de la Comtée                        | 47° 07′ 51″ nord, 2° 10′ 35″ ouest |        |
| Croix                            | La Plaine-sur-Mer         | Rue de la Renaudière                    | 47° 08′ 23″ nord, 2° 12′ 07″ ouest |        |
| Croix                            | La Plaine-sur-Mer         | La Raitrie                              | 47° 08′ 00″ nord, 2° 11′ 57″ ouest |        |
| Croix                            | La Planche                | La Gare                                 | 47° 00′ 23″ nord, 1° 25′ 10″ ouest |        |
| Croix                            | La Rouxière               | Rue de la Châtaigneraie                 | 47° 26′ 34″ nord, 1° 03′ 51″ ouest |        |
| Croix                            | La Rouxière               | Rue de la Croix-Bouvier                 | 47° 26′ 33″ nord, 1° 04′ 01″ ouest |        |
| Croix                            | La Rouxière               | Rue de l'Etang-Corbin                   | 47° 26′ 32″ nord, 1° 04′ 04″ ouest |        |
| Croix                            | La Rouxière               | L'Aulnay                                | 47° 27′ 22″ nord, 1° 04′ 39″ ouest |        |
| Croix de Brandu                  | La Turballe               | Chemin du Clos-des-Chênes               | 47° 21′ 39″ nord, 2° 30′ 55″ ouest |        |
| Croix de Brogard                 | La Turballe               |                                         | 47° 20′ 52″ nord, 2° 29′ 38″ ouest |        |
| Croix de Coispéan                | La Turballe               | Route Coët Bihan, Coispéan, La Turballe | 47° 21′ 55″ nord, 2° 28′ 01″ ouest |        |
| Croix de la Grandouve            | La Turballe               |                                         |                                    |        |
| Croix du Manoir                  | La Turballe               |                                         |                                    |        |
| Croix Michaud                    | La Turballe               | Rue de la Frégate                       | 47° 20′ 49″ nord, 2° 30′ 11″ ouest |        |
| Croix Nely                       | La Turballe               |                                         |                                    |        |
| Croix du Requer                  | La Turballe               | Rue du Requer                           | 47° 20′ 32″ nord, 2° 29′ 54″ ouest |        |
| Croix de Tréméac                 | La Turballe               |                                         |                                    |        |
| Croix de Trescalan               | La Turballe, Trescalan    |                                         |                                    |        |
| Croix de Trévéré                 | La Turballe               |                                         |                                    |        |
| Croix                            | La Turballe               | Rue du Croisic                          | 47° 20′ 42″ nord, 2° 30′ 31″ ouest |        |
| Croix                            | Le Bignon                 |                                         | 47° 06′ 34″ nord, 1° 28′ 22″ ouest |        |
| Croix                            | Le Cellier                | Route de la Cale-de-Clermont            | 47° 19′ 46″ nord, 1° 20′ 27″ ouest |        |
| Croix des Douaniers              | Le Croisic                |                                         | 47° 17′ 26″ nord, 2° 32′ 18″ ouest |        |
| Croix de Kervaudu                | Le Croisic                |                                         | 47° 17′ 34″ nord, 2° 31′ 41″ ouest |        |
| Croix                            | Le Croisic                | Avenue de la Pierre-Longue              | 47° 17′ 07″ nord, 2° 30′ 59″ ouest |        |
| Croix                            | Le Fresne-sur-Loire       | Chemin de la Brellerie                  | 47° 24′ 18″ nord, 0° 56′ 25″ ouest |        |
| Croix André-Ripoche              | Le Landreau               | Rue du Calvaire                         | 47° 11′ 46″ nord, 1° 20′ 47″ ouest |        |
| Croix de l'Armaisse              | Le Landreau               | La Maumenière                           | 47° 11′ 49″ nord, 1° 20′ 04″ ouest |        |
| Croix de la Blissière            | Le Landreau               | La Maumenière                           | 47° 13′ 05″ nord, 1° 17′ 53″ ouest |        |
| Croix de la Bretonnière          | Le Landreau               | La Maumenière                           | 47° 12′ 01″ nord, 1° 18′ 57″ ouest |        |
| Croix de la Brunetterie          | Le Landreau               | La Maumenière                           | 47° 13′ 51″ nord, 1° 16′ 28″ ouest |        |
| Croix du Clos-des-Barres         | Le Landreau               | Rue de Briacé                           | 47° 12′ 13″ nord, 1° 18′ 34″ ouest |        |
| Croix de la Giraudière           | Le Landreau               | Rue de Trittau                          | 47° 12′ 48″ nord, 1° 18′ 20″ ouest |        |
| Croix de la Haute-Monnerie       | Le Landreau               | La Maumenière                           | 47° 12′ 26″ nord, 1° 18′ 05″ ouest |        |
| Croix de la Renouère             | Le Landreau               | Rue de Bouteiller-de-L'Isle             | 47° 11′ 46″ nord, 1° 17′ 25″ ouest |        |
| Croix de la Robine               | Le Landreau               | Rue de Bouteiller-de-L'Isle             | 47° 12′ 09″ nord, 1° 18′ 12″ ouest |        |
| Croix des Rongères               | Le Landreau               | La Maumenière                           | 47° 12′ 45″ nord, 1° 17′ 35″ ouest |        |
| Croix de Saint-Vincent           | Le Landreau               | Rue Saint-Vincent                       | 47° 12′ 11″ nord, 1° 18′ 23″ ouest |        |
| Croix du Pré-Rouge               | Le Loroux-Bottereau       | La Rouaudière                           | 47° 12′ 25″ nord, 1° 19′ 45″ ouest |        |
| Croix                            | Le Pallet                 | Impasse du Pressoir                     | 47° 09′ 18″ nord, 1° 21′ 53″ ouest |        |
| Croix                            | Le Pellerin               | Rue de la Jaunaie                       | 47° 12′ 01″ nord, 1° 46′ 39″ ouest |        |
| Croix de Penchâteau              | Le Pouliguen              |                                         | 47° 16′ 05″ nord, 2° 25′ 26″ ouest |        |
| Croix                            | Le Pouliguen              | Boulevard du Labégo                     | 47° 15′ 33″ nord, 2° 25′ 23″ ouest |        |
| Croix                            | Le Pouliguen              | Rue du Maréchal-Foch                    | 47° 16′ 24″ nord, 2° 25′ 33″ ouest |        |
| Croix                            | Les Moutiers-en-Retz      | Route du Collet                         | 47° 01′ 45″ nord, 1° 58′ 41″ ouest |        |
| Croix                            | Les Sorinières            | Rue des Sports                          | 47° 08′ 54″ nord, 1° 31′ 51″ ouest |        |
| Croix                            | Les Touches               | Rue du Sacré-Cœur                       | 47° 26′ 25″ nord, 1° 25′ 50″ ouest |        |
| Croix                            | Les Touches               |                                         | 47° 26′ 28″ nord, 1° 26′ 12″ ouest |        |
| Croix                            | Les Touches               |                                         | 47° 27′ 22″ nord, 1° 23′ 37″ ouest |        |
| Croix                            | Ligné                     | Rue du Souvenir                         | 47° 24′ 45″ nord, 1° 22′ 50″ ouest |        |
| Croix                            | Ligné                     |                                         | 47° 24′ 17″ nord, 1° 22′ 39″ ouest |        |
| Croix                            | Lusanger                  |                                         | 47° 40′ 56″ nord, 1° 35′ 51″ ouest |        |
| Croix                            | Machecoul                 | Boulevard du Château                    | 46° 59′ 28″ nord, 1° 48′ 57″ ouest |        |
| Croix                            | Mésanger                  | Rue de la Ramée                         | 47° 25′ 49″ nord, 1° 13′ 53″ ouest |        |
| Croix                            | Moisdon-la-Rivière        |                                         | 47° 35′ 56″ nord, 1° 23′ 47″ ouest |        |
| Croix Bonneau                    | Nantes                    | Rue du Corps-de-Garde                   | 47° 12′ 35″ nord, 1° 35′ 46″ ouest |        |
| Croix                            | Nantes                    | Cours du Champ-de-Mars                  | 47° 13′ 17″ nord, 1° 32′ 31″ ouest |        |
| Croix                            | Nantes                    | Impasse Saint-Laurent                   | 47° 13′ 05″ nord, 1° 33′ 02″ ouest |        |
| Croix                            | Nantes                    | Rue de Bel-Air                          | 47° 13′ 13″ nord, 1° 33′ 32″ ouest |        |
| Croix                            | Nantes                    | Rue de la Gilarderie                    | 47° 11′ 13″ nord, 1° 31′ 06″ ouest |        |
| Croix                            | Nantes                    | Rue des Giraudais                       | 47° 11′ 05″ nord, 1° 31′ 44″ ouest |        |
| Croix                            | Nantes                    | Rue Mauvoisins                          | 47° 11′ 18″ nord, 1° 31′ 50″ ouest |        |
| Grand Calvaire                   | Orvault                   | Route de Nantes                         | 47° 16′ 19″ nord, 1° 37′ 13″ ouest |        |
| Croix                            | Paulx                     | Rue de l'Hébergement                    | 46° 57′ 55″ nord, 1° 45′ 19″ ouest |        |
| Croix                            | Petit-Mars                | Rue de Nantes                           | 47° 23′ 33″ nord, 1° 27′ 18″ ouest |        |
| Croix                            | Petit-Mars                |                                         | 47° 23′ 25″ nord, 1° 26′ 40″ ouest |        |
| Croix de Pen-ar-Ran              | Piriac-sur-Mer            |                                         | 47° 22′ 26″ nord, 2° 33′ 01″ ouest |        |
| Croix                            | Plessé                    | Route de Guémené                        | 47° 33′ 04″ nord, 1° 52′ 23″ ouest |        |
| Croix                            | Plessé                    | Rue de la Piardière                     | 47° 32′ 05″ nord, 1° 51′ 33″ ouest |        |
| Croix                            | Pontchâteau               | Rue Nantaise                            | 47° 26′ 11″ nord, 2° 05′ 00″ ouest |        |
| Croix                            | Pont-Saint-Martin         | Rue de Nantes                           | 47° 07′ 31″ nord, 1° 34′ 59″ ouest |        |
| Croix                            | Pont-Saint-Martin         | Rue du Frety                            | 47° 07′ 24″ nord, 1° 36′ 19″ ouest |        |
| Croix                            | Pont-Saint-Martin         | Rue du Pays-de-Retz                     | 47° 07′ 27″ nord, 1° 35′ 19″ ouest |        |
| Croix                            | Pont-Saint-Martin         |                                         | 47° 07′ 59″ nord, 1° 34′ 47″ ouest |        |
| Croix                            | Pornic                    | Chemin des Remparts                     | 47° 07′ 00″ nord, 2° 06′ 14″ ouest |        |
| Croix                            | Pornic                    | Impasse du Ruisseau                     | 47° 07′ 11″ nord, 2° 02′ 41″ ouest |        |
| Croix                            | Pornic                    | Route de l'Alcière                      | 47° 08′ 44″ nord, 2° 02′ 37″ ouest |        |
| Croix                            | Pornic                    | Rue Bocandé                             | 47° 06′ 44″ nord, 2° 06′ 14″ ouest |        |
| Croix                            | Pornic                    | Rue de la Bernerie                      | 47° 06′ 30″ nord, 2° 04′ 59″ ouest |        |
| Croix                            | Pornic                    | Rue du Moulin                           | 47° 06′ 33″ nord, 2° 05′ 18″ ouest |        |
| Croix                            | Pornic                    | Rue Jeanne-Benoist                      | 47° 07′ 11″ nord, 2° 06′ 30″ ouest |        |
| Croix                            | Pornic                    | La Meutrerie                            | 47° 07′ 29″ nord, 2° 08′ 18″ ouest |        |
| Croix                            | Pornic                    | Les Hunières                            | 47° 06′ 47″ nord, 2° 02′ 06″ ouest |        |
| Croix                            | Pornic                    | Les Douves                              | 47° 11′ 18″ nord, 2° 03′ 23″ ouest |        |
| Croix                            | Pornic                    | La Plissonière                          | 47° 07′ 46″ nord, 2° 02′ 52″ ouest |        |
| Croix                            | Pornic                    | La Plissonière                          | 47° 08′ 44″ nord, 2° 02′ 16″ ouest |        |
| Croix                            | Port-Saint-Père           | Le Moulin de Chappe                     | 47° 07′ 56″ nord, 1° 48′ 06″ ouest |        |
| Croix                            | Riaillé                   | La Brunaie                              | 47° 29′ 29″ nord, 1° 20′ 09″ ouest |        |
| Croix                            | Riaillé                   |                                         | 47° 31′ 17″ nord, 1° 18′ 06″ ouest |        |
| Croix                            | Rouans                    | Le Taillis                              | 47° 11′ 06″ nord, 1° 52′ 29″ ouest |        |
| Croix                            | Saint-Aignan-Grandlieu    | Place de l'Église                       | 47° 07′ 21″ nord, 1° 38′ 00″ ouest |        |
| Croix                            | Saint-Aignan-Grandlieu    | Route de la Garotterie                  | 47° 07′ 36″ nord, 1° 37′ 40″ ouest |        |
| Croix                            | Saint-Aignan-Grandlieu    | Route de la Lucaserie                   | 47° 07′ 31″ nord, 1° 36′ 26″ ouest |        |
| Croix                            | Saint-Aignan-Grandlieu    | Route des Poteries                      | 47° 08′ 27″ nord, 1° 36′ 27″ ouest |        |
| Croix                            | Saint-Aignan-Grandlieu    | Route du Lac                            | 47° 07′ 13″ nord, 1° 38′ 13″ ouest |        |
| Croix                            | Saint-Aignan-Grandlieu    | Rue des Frères-Rousseau                 | 47° 07′ 24″ nord, 1° 37′ 51″ ouest |        |
| Croix de la Ville au Jau         | Saint-André-des-Eaux      |                                         | 47° 18′ 26″ nord, 2° 19′ 04″ ouest |        |
| Croix                            | Saint-André-des-Eaux      | Route de Tréhé                          | 47° 21′ 39″ nord, 2° 18′ 54″ ouest |        |
| Croix                            | Saint-Colomban            | Rue de la Croix-Verte                   | 47° 00′ 45″ nord, 1° 34′ 38″ ouest |        |
| Croix                            | Saint-Colomban            | Rue de Montbert                         | 47° 01′ 05″ nord, 1° 33′ 53″ ouest |        |
| Croix                            | Saint-Colomban            | Le Montru                               | 47° 02′ 53″ nord, 1° 32′ 21″ ouest |        |
| Croix                            | Sainte-Pazanne            | Rue de l'Auditoire                      | 47° 06′ 11″ nord, 1° 48′ 10″ ouest |        |
| Croix                            | Sainte-Pazanne            | Rue de l'Illette                        | 47° 06′ 58″ nord, 1° 48′ 52″ ouest |        |
| Calvaire de Cuziac               | Sainte-Reine-de-Bretagne  | Rue des Cols-Verts                      | 47° 26′ 18″ nord, 2° 12′ 49″ ouest |        |
| Croix                            | Saint-Étienne-de-Montluc  | Chemin de la Gicquelais                 | 47° 16′ 19″ nord, 1° 48′ 20″ ouest |        |
| Croix                            | Saint-Étienne-de-Montluc  | Chemin du Communeau                     | 47° 16′ 23″ nord, 1° 46′ 54″ ouest |        |
| Croix                            | Saint-Étienne-de-Montluc  | Route des Pèlerins                      | 47° 14′ 30″ nord, 1° 44′ 55″ ouest |        |
| Croix                            | Saint-Étienne-de-Montluc  | Le Hérault                              | 47° 15′ 47″ nord, 1° 44′ 36″ ouest |        |
| Croix                            | Saint-Étienne-de-Montluc  | Route de la Marquelerais                | 47° 15′ 47″ nord, 1° 46′ 52″ ouest |        |
| Croix                            | Saint-Étienne-de-Montluc  | L'Aunay                                 | 47° 16′ 21″ nord, 1° 48′ 08″ ouest |        |
| Croix                            | Saint-Fiacre-sur-Maine    | Rue Geoffroy-de-Couesbouc               | 47° 09′ 00″ nord, 1° 25′ 43″ ouest |        |
| Croix                            | Saint-Géréon              | Rue de Belphaget                        | 47° 21′ 55″ nord, 1° 11′ 51″ ouest |        |
| Croix des Chailleux              | Saint-Hilaire-de-Chaléons | Chemin du Temple-au-Bourg               | 47° 06′ 01″ nord, 1° 52′ 21″ ouest |        |
| Croix                            | Saint-Hilaire-de-Chaléons | Rue des Acacias                         | 47° 05′ 58″ nord, 1° 51′ 59″ ouest |        |
| Croix                            | Saint-Hilaire-de-Chaléons | La Bouge                                | 47° 07′ 42″ nord, 1° 49′ 08″ ouest |        |
| Croix                            | Saint-Hilaire-de-Clisson  | Rue des Monty                           | 47° 04′ 13″ nord, 1° 18′ 03″ ouest |        |
| Croix                            | Saint-Hilaire-de-Clisson  | Les Saules                              | 47° 03′ 33″ nord, 1° 20′ 06″ ouest |        |
| Croix                            | Saint-Hilaire-de-Clisson  | Le Moulin Pointu                        | 47° 03′ 01″ nord, 1° 19′ 16″ ouest |        |
| Croix                            | Saint-Hilaire-de-Clisson  | Le Moulin Pointu                        | 47° 03′ 16″ nord, 1° 18′ 32″ ouest |        |
| Croix                            | Saint-Jean-de-Boiseau     | Rue de Bethléem                         | 47° 11′ 50″ nord, 1° 43′ 55″ ouest |        |
| Croix                            | Saint-Jean-de-Boiseau     | Rue Jean-de-Martel                      | 47° 11′ 42″ nord, 1° 42′ 38″ ouest |        |
| Croix                            | Saint-Léger-les-Vignes    | Chemin de la Crémaillère                | 47° 07′ 56″ nord, 1° 43′ 50″ ouest |        |
| Croix                            | Saint-Léger-les-Vignes    | Rue de Nantes                           | 47° 08′ 16″ nord, 1° 43′ 19″ ouest |        |
| Croix                            | Saint-Léger-les-Vignes    | Rue du Petit-Brandais                   | 47° 08′ 30″ nord, 1° 43′ 48″ ouest |        |
| Croix-menhir de Keralio          | Saint-Lyphard             |                                         | 47° 22′ 38″ nord, 2° 20′ 24″ ouest |        |
| Croix-menhir de Kerdanestre      | Saint-Lyphard             |                                         | 47° 22′ 10″ nord, 2° 20′ 19″ ouest |        |
| Croix de Mézérac                 | Saint-Lyphard             |                                         | 47° 23′ 32″ nord, 2° 20′ 28″ ouest |        |
| Croix                            | Saint-Lyphard             |                                         | 47° 21′ 53″ nord, 2° 21′ 41″ ouest |        |
| Croix                            | Saint-Mars-de-Coutais     | L'Espérance                             | 47° 04′ 28″ nord, 1° 46′ 52″ ouest |        |
| Croix                            | Saint-Mars-du-Désert      | Rue du 3-Août-1944                      | 47° 21′ 48″ nord, 1° 24′ 21″ ouest |        |
| Croix                            | Saint-Mars-la-Jaille      | Rue de la Charlotte                     | 47° 31′ 56″ nord, 1° 10′ 22″ ouest |        |
| Croix du Dernier                 | Saint-Nazaire             |                                         | 47° 16′ 05″ nord, 2° 16′ 42″ ouest |        |
| Calvaire des Rochelles           | Saint-Nazaire             | Chemin du Calvaire-des-Rochelles        | 47° 14′ 58″ nord, 2° 16′ 12″ ouest |        |
| Croix                            | Saint-Nazaire             | Boulevard de l'Université               | 47° 15′ 16″ nord, 2° 16′ 03″ ouest |        |
| Croix                            | Saint-Nazaire             | Route de Saint-Eugène                   | 47° 14′ 19″ nord, 2° 17′ 15″ ouest |        |
| Croix                            | Saint-Nazaire             | Rue du Commandant-Charcot               | 47° 14′ 18″ nord, 2° 16′ 51″ ouest |        |
| Croix                            | Saint-Père-en-Retz        | Rue de Saint-Michel                     | 47° 12′ 20″ nord, 2° 02′ 54″ ouest |        |
| Croix de la Gringaudière         | Saint-Sébastien-sur-Loire | Rue de la Fontaine                      | 47° 12′ 15″ nord, 1° 29′ 25″ ouest |        |
| Croix des Landes                 | Saint-Sébastien-sur-Loire | Place de la Croix-des-Landes            | 47° 11′ 39″ nord, 1° 28′ 35″ ouest |        |
| Croix                            | Saint-Sébastien-sur-Loire | Rue du Douet                            | 47° 12′ 11″ nord, 1° 30′ 20″ ouest |        |
| Croix                            | Saint-Sébastien-sur-Loire | Rue du Progrès                          | 47° 12′ 14″ nord, 1° 30′ 08″ ouest |        |
| Croix                            | Saint-Sébastien-sur-Loire | Rue Maurice-Daniel                      | 47° 12′ 13″ nord, 1° 30′ 43″ ouest |        |
| Croix                            | Saint-Sulpice-des-Landes  | Rue de Bretagne                         | 47° 34′ 31″ nord, 1° 12′ 28″ ouest |        |
| Croix                            | Saint-Viaud               | Route de Paimbœuf                       | 47° 14′ 08″ nord, 1° 56′ 28″ ouest |        |
| Croix                            | Sucé-sur-Erdre            | Saint-Michel                            | 47° 20′ 37″ nord, 1° 32′ 52″ ouest |        |
| Croix des bleus                  | Trans-sur-Erdre           |                                         | 47° 28′ 32″ nord, 1° 20′ 23″ ouest |        |
| Croix                            | Trans-sur-Erdre           | Route de la Parisière                   | 47° 27′ 29″ nord, 1° 21′ 34″ ouest |        |
| Croix                            | Trans-sur-Erdre           | Rue des Cormiers                        | 47° 28′ 30″ nord, 1° 22′ 22″ ouest |        |
| Croix                            | Trans-sur-Erdre           | Rue du Moulin                           | 47° 28′ 45″ nord, 1° 22′ 22″ ouest |        |
| Croix                            | Trans-sur-Erdre           |                                         | 47° 29′ 08″ nord, 1° 22′ 24″ ouest |        |
| Croix de la Croix-de-Bouteille   | Vallet                    | Le Moulin de l'Aufrère                  | 47° 12′ 15″ nord, 1° 16′ 44″ ouest |        |
| Croix                            | Varades                   | Chemin de la Cuve                       | 47° 22′ 21″ nord, 1° 01′ 24″ ouest |        |
| Croix                            | Varades                   | Rue de l'Etang-Corbin                   | 47° 26′ 31″ nord, 1° 03′ 22″ ouest |        |
| Croix                            | Varades                   | Rue du Maréchal-Foch                    | 47° 23′ 10″ nord, 1° 01′ 58″ ouest |        |
| Croix                            | Varades                   | Rue du Maréchal-Foch                    | 47° 23′ 12″ nord, 1° 02′ 06″ ouest |        |
| Croix                            | Varades                   | La Rinjardière                          | 47° 24′ 44″ nord, 1° 03′ 27″ ouest |        |
| Croix                            | Varades                   | La Haie aux Moines                      | 47° 24′ 58″ nord, 1° 01′ 55″ ouest |        |
| Croix                            | Varades                   | La Haie aux Moines                      | 47° 25′ 07″ nord, 1° 01′ 40″ ouest |        |
| Croix                            | Varades                   | La Métairie                             | 47° 24′ 02″ nord, 1° 02′ 16″ ouest |        |
| Croix                            | Vertou                    | Route de Portillon                      | 47° 09′ 19″ nord, 1° 28′ 03″ ouest |        |
| Croix                            | Vertou                    | Route du Vignoble                       | 47° 10′ 31″ nord, 1° 29′ 45″ ouest |        |
| Croix                            | Vieillevigne              | Avenue de l'Atlantique                  | 46° 58′ 07″ nord, 1° 26′ 09″ ouest |        |
| Croix                            | Vieillevigne              | Place de la Mairie                      | 46° 58′ 20″ nord, 1° 26′ 05″ ouest |        |
| Croix                            | Vieillevigne              | Le Chaudry la Noue                      | 46° 59′ 02″ nord, 1° 24′ 12″ ouest |        |
| Croix                            | Vieillevigne              | Le Chaudry la Noue                      | 47° 00′ 16″ nord, 1° 24′ 42″ ouest |        |
| Croix                            | Vigneux-de-Bretagne       | Rue Anne-de-Bretagne                    | 47° 19′ 49″ nord, 1° 41′ 49″ ouest |        |
| Croix                            | Vigneux-de-Bretagne       | Rue Guillaume-Hersart-de-la-Villemarqué | 47° 19′ 36″ nord, 1° 44′ 02″ ouest |        |
| Croix                            | Vigneux-de-Bretagne       | Gourbi                                  | 47° 18′ 51″ nord, 1° 44′ 30″ ouest |        |
| Croix                            | Vigneux-de-Bretagne       | Le Fort                                 | 47° 19′ 09″ nord, 1° 41′ 05″ ouest |        |